# Liste der Bodendenkmäler in Burglauer
Auf dieser Seite sind die Bodendenkmäler in der unterfränkischen Gemeinde Burglauer zusammengestellt. Diese Tabelle ist eine Teilliste der Liste der Bodendenkmäler in Bayern. Grundlage ist die Bayerische Denkmalliste, die auf Basis des Bayerischen Denkmalschutzgesetzes vom 1. Oktober 1973 erstmals erstellt wurde und seither durch das Bayerische Landesamt für Denkmalpflege geführt wird. Die folgenden Angaben ersetzen nicht die rechtsverbindliche Auskunft der Denkmalschutzbehörde.

Wappen von Burglauer

Diese Liste gibt den Fortschreibungsstand vom 3. Februar 2020 wieder und enthält fünf Bodendenkmäler.

## Bodendenkmäler nach Gemarkung

### Burglauer
| Lage                                                  | Objekt | Akten-Nr.     | Bild           |
| ----------------------------------------------------- | --- | ------------- | -------------- |
| Friedhofstraße 14 (Standort)                          | Mittelalterlicher Burgstall Lure. | D-6-5727-0001 |                |
| Auf dem Großen Höhberg nördlich der B287 (Standort)   | Abschnittsbefestigung wohl des frühen Mittelalters auf einem Sporn des Großen Höhbergs. | D-6-5727-0002 |                |
| Westlich der St2445 und nördlich der NES54 (Standort) | Bestattungsplatz mit verebneten Grabhügeln vorgeschichtlicher Zeitstellung mit Bestattungen der Hallstattzeit.                                                                                        | D-6-5727-0003 |                |
| Friedhofstraße 4 (Standort)                           | Archäologische Befunde des Mittelalters und der frühen Neuzeit im Bereich der katholischen Pfarrkirche St. Peter und Paul (Baudenkmal D-6-73-186-5) von Burglauer innerhalb des ummauerten Kirchhofs. | D-6-5727-0094 | weitere Bilder |

### Burglauer Wald
| Lage                                               | Objekt                                                      | Akten-Nr.     | Bild |
| -------------------------------------------------- | ----------------------------------------------------------- | ------------- | ---- |
| Bergsporn südlich von Roth an der Saale (Standort) | Mittelalterlicher Burgstall (Burg Steineck (Unterfranken)). | D-6-5726-0001 |      |